# McLaren MP4-17D
Der McLaren MP4-17D war ein Formel-1-Rennwagen mit dem McLaren an der Formel-1-Weltmeisterschaft 2003 teilnahm.
Der Wagen war eine Weiterentwicklung des McLaren MP4-17 und ersetzte dem ursprünglich für die Saison 2003 vorgesehenen MP4-18, der wegen Konstruktionsmängeln nie zum Renneinsatz kam.
Am Saisonende belegte McLaren mit 122 Punkten in der Konstrukteurswertung hinter Ferrari und Williams den dritten Platz. In der Fahrerwertung erreichte Räikkönen mit 91 Punkten hinter Michael Schumacher (Ferrari, 93 Zähler). Coulthard wurde mit 51 Punkten WM-Siebenter.